# National Board of Review Awards 2018
90th NBR Awards

Melhor Filme: 
Green Book: O Guia
O 90º National Board of Review Awards, que homenageia os melhores filmes de 2018, foi anunciado em 27 de novembro de 2018.

## Top 10 de Melhores Filmes do Ano
- Green Book: O Guia
- A Balada de Buster Scruggs
- Pantera Negra
- Poderia Me Perdoar?
- Oitava Série
- No Coração da Escuridão
- Se a Rua Beale Falasse
- O Retorno de Mary Poppins
- Um Lugar Silencioso
- Roma
- Nasce Uma Estrela

## Melhores Filmes Estrangeiros do Ano
- Guerra Fria[2]
- Em Chamas
- Custódia
- Culpa
- Feliz como Lázaro
- Assunto de Família

## Melhores Documentários do Ano
- A Juíza[3]
- Crime + Punishment
- Free Solo
- Minding the Gap
- Três Estranhos Idênticos
- Won't You Be My Neighbor?

## Top 10 de Melhores Filmes Independentes do Ano
- A Morte de Stalin
- A Rota Selvagem
- Sem Rastros
- Anos 90
- O Velho e a Arma
- Domando o Destino
- Buscando...
- Desculpe te Incomodar
- We the Animals
- Você Nunca Esteve Realmente Aqui

## Vencedores
Melhor Filme:
- Green Book: O Guia

Melhor Diretor:
- Bradley Cooper, Nasce Uma Estrela

Melhor Ator:
- Viggo Mortensen, Green Book

Melhor Atriz:
- Lady Gaga, Nasce Uma Estrela

Melhor Ator Coadjuvante:
- Sam Elliott, Nasce Uma Estrela

Melhor Atriz Coadjuvante:
- Regina King, Se a Rua Beale Falasse

Melhor Roteiro Original:
- Paul Schrader, No Coração da Escuridão

Melhor Roteiro Adaptado:
- Barry Jenkins, If Beale Street Could Talk

Melhor Filme de Animação:
- Os Incríveis 2

Melhor Revelação:
- Thomasin McKenzie, Sem Rastros

Melhor Diretor Estreante:
- Bo Burnham, Oitava Série

Melhor Filme Estrangeiro:
- Guerra Fria

Melhor Documentário:
- A Juíza

Melhor Elenco:
- Podres de Ricos

William K. Everson Film History Award:
- O Outro Lado do Vento e Serei Amado Quando Morrer

NBR Liberdade de Expressão:
- 22 de julho
- On Her Shoulders